# Wuhan Three Towns Football Club
O Wuhan Three Towns Football Club (em chinês simplificado: 武汉三镇足球俱乐部) é um clube profissional de futebol chinês da cidade de Wuhan, província de Hubei, China. Atualmente joga a SuperLiga Chinesa.

## História
Foi fundado em 2013 inicialmente com o nome Wuhan Shangwen (em chinês simplificado: 武汉尚文). Mudaria para o nome atual em 2019.
Em 2021, ganharia a Chinese League One, subindo para a primeira divisão.
Em 2022, ganharia a SuperLiga Chinesa logo na sua temporada de estreia, contando também com o brasileiro Marcão, que seria o artilheiro daquela edição, com 27 gols no total.
Com uma vaga garantida na Liga dos Campeões da AFC da temporada 2023–24, o clube conquistaria a SuperCopa da China no início de 2023.

## Nomes históricos
- 2013-2018 Wuhan Shangwen F.C. 武汉尚文
- 2019-atualmente Wuhan Three Towns F.C. 武汉三镇

## Títulos
| Nacionais | Nacionais          | Nacionais | Nacionais  |
|           | Competição         | Títulos   | Temporadas |
| --------- | ------------------ | --------- | ---------- |
| China     | SuperLiga Chinesa  | 1         | 2022       |
| China     | Supercopa da China | 1         | 2023       |
| China     | China League One   | 1         | 2021       |

## Rivalidades
O seu maior rival era o Wuhan FC, com qual disputava o “Dérbi de Wuhan”, porém o clube rival acabou sendo extinto.

## Clubes afiliados
Shonan Bellmare (2022 - atualmente)